# Eleccions al País Valencià
Eleccions al País Valencià es refereix a les eleccions i el resultat de les eleccions que es realitzen al País Valencià com a marc polític.
A nivell europeu, al País Valencià s'hi celebren eleccions al Parlament Europeu, entrant el País Valencià dins de la circumscripció espanyola a l'hora d'elegir als 54 diputats que s'elegeixen a l'Estat Espanyol. La llista més votada a les últimes eleccions va ser la del Partit Popular.
A nivell estatal, al País Valencià s'hi elegeixen actualment 33 diputats al Congrés dels Diputats d'Espanya, concretament 12 diputats per la Província d'Alacant, 5 per Castelló i 16 per València. En aquestes eleccions s'hi vota una llista tancada d'un determinat partit polític. La llista més votada a les últimes eleccions a les tres circumscripcions va ser la del Partit Popular.
Al Senat espanyol, com a la resta de províncies no-insulars, s'hi elegeixen 4 senadors per província, si bé cada votant sols pot elegir a 3 senadors. L'elecció es realitza per sufragi universal directe amb sistema de llistes obertes. Un cas a destacar és el d'Alfons Cucó, qui a les Eleccions generals espanyoles de 1979 va ser elegit com a senador pel PSPV-PSOE, probablement gràcies al suport dels sectors nacionalistes, qui van fer campanya perquè se'l votara, junt a Francesc Codonyer d'EUPV i Josep Vicent Marquès. Només Cucó resultaria elegit, això sí, com a senador més votat.

## Eleccions a les Corts Valencianes
A banda, a nivell autonòmic s'hi celebren les Eleccions a les Corts Valencianes, eleccions que se celebren cada quatre anys per elegir els diputats al Parlament valencià. Segons l'Estatut d'Autonomia de 1982, el nombre de diputats es devia situar entre 75 i 100. Des de 1983 fins al 2003 el nombre de diputats elegits va ser de 85. El 2006 s'hi va introduir una reforma que situava en 99 el nombre mínim de parlamentaris, sent 99 el nombre de diputats que actualment s'elegeixen.
Les eleccions a les Corts Valencianes sempre s'han celebrat el mateix dia que les eleccions municipals, si bé des de la reforma de 2006 el President de la Generalitat té l'opció de convocar eleccions un altre dia.
Els diputats a les Corts Valencianes s'elegeixen per circumscripcions provincials, i cal superar el 5% dels vots al conjunt de les tres circumscripcions per poder entrar al parlament, i no del 3% com sol ocórrer a altres autonomies. Aquesta restricció, única a les autonomies amb més d'una província, va deixar fora del parlament a la Unitat del Poble Valencià a les Eleccions a les Corts Valencianes de 1983 i 1991, al Centre Democràtic i Social a les eleccions de 1991, i al Bloc Nacionalista Valencià i a Unió Valenciana a les Eleccions a les Corts Valencianes de 1999 i 2003.
De fet, a les Eleccions a les Corts Valencianes de 1999, a causa de la barrera del 5% d'àmbit autonòmic va passar que a la Circumscripció electoral de Castelló Esquerra Unida del País Valencià obtinguera un diputat amb el 4,25% dels vots (11.186 en total) i que el BLOC (amb 14.220 vots i el 5,40%) i Unió Valenciana (amb 11.681 i el 4,44%) no n'obtingueren cap en no arribar al 5% de vots al conjunt del País Valencià. En 1991 i 2003 la Unitat del Poble Valencià i el BLOC Nacionalista Valencià tampoc obtingueren cap diputat a Castelló, tot i tindre un major percentatge de vot que Esquerra Unida, que sí que n'obtingué.

### Últimes eleccions
| Escrutini de les eleccions a les Corts Valencianes                           |                                                          |                 |          |          |                       |
| Llista electoral                                                             | Llista electoral                                         | Vots            | Vots     | Diputats | Diputats              |
| Llista electoral                                                             | Llista electoral                                         | Vots (sufragis) | Vots (%) | Diputats | Diferència (± escons) |
|                                                                              | Partit Socialista del País Valencià (PSPV-PSOE)          | 637.673         | 23,87    | 27 / 99  | 4                     |
|                                                                              | Partit Popular (PP)                                      | 504.403         | 18,88    | 19 / 99  | 12                    |
|                                                                              | Ciutadans–Partit de la Ciutadania (Cs)                   | 466.391         | 17,45    | 18 / 99  | 5                     |
|                                                                              | Compromís                                                | 439.459         | 16,45    | 17 / 99  | 2                     |
|                                                                              | Vox (Vox)                                                | 278.947         | 10,44    | 10 / 99  | 10                    |
|                                                                              | Units Podem-Esquerra Unida (Unides Podem-EUPV)           | 213.007         | 7,97     | 8 / 99   | 5                     |
|                                                                              | Partit Animalista Contra el Maltractament Animal (PACMA) | 37.972          | 1,42     | 0 / 99   |                       |
|                                                                              | Avant Els Verds Ecopacifistes                            | 8.436           | 0,32     | 0 / 99   |                       |
|                                                                              | Som Valencians en Moviment (UIG-SOM-CUIDES)              | 7.042           | 0,26     | 0 / 99   |                       |
|                                                                              | Esquerra Republicana del País Valencià (ERPV)            | 4.993           | 0,19     | 0 / 99   |                       |
| Participació                                                                 | Participació                                             | 2.671.998       | 75,80%   |          |                       |
| Vots a candidatures                                                          | Vots a candidatures                                      | 2.613.640       | 97,82%   |          |                       |
| Vots en blanc                                                                | Vots en blanc                                            | 20.057          | 0,75%    |          |                       |
| Vots nuls                                                                    | Vots nuls                                                | 38.301,000      | 1,43%    |          |                       |
| Abstenció                                                                    | Abstenció                                                | 852.848         | 24,20%   |          |                       |
| Font: Eleccions Corts Valencianes 2019 Arxivat 2019-04-28 a Wayback Machine. |                                                          |                 |          |          |                       |

## Eleccions municipals al País Valencià
Al País Valencià també se celebren eleccions per elegir als alcaldes i representants municipals a cada municipi (i algunes pedanies). Cada municipi elegeix un nombre diferent de regidors, depenent de la seua grandària.